# Genthiner Kleinbahn T 3
Der Triebwagen T 3 der Kleinbahn-AG in Genthin wurde 1939 als dritter Triebwagen der Gesellschaft angeschafft.
Das Fahrzeug erhielt bei der Kleinbahnabteilung des Provinzialverbandes Sachsen die Bezeichnung T 13. Von der Deutschen Reichsbahn wurde er nach dem Krieg als VT 135 540 übernommen und bekam ab 1970 die neue EDV-Bezeichnung 186 029-5. Das Fahrzeug ist umgangssprachlich als Großer Wettiner klassifiziert. Es war bis 1974 im Betriebsdienst. Das Fahrzeug war ohne Antrieb 2014 in der 2023 geschlossenen Fahrzeugtechnik Dessau vorhanden.

## Geschichte

### Genthiner Kleinbahn T 3
Dieses Fahrzeug wurde bei der Kleinbahn-AG in Genthin als dritter Triebwagen beschafft. Vorher schon waren zwei Fahrzeuge bei der Gesellschaft vorhanden, die beide bei der Dessauer Waggonfabrik gefertigt worden. Der erste war mit seinen 65 PS Leistung zu schwach für den Anhängerbetrieb, der zweite hatte 95 PS Leistung. Dieses Fahrzeug bewährte sich, aber erst 1939 hatte die Gesellschaft die Mittel, mit dem T 3 das dritte Fahrzeug zu beschaffen. Vom Typ des T 3 waren 1937 schon zwei Fahrzeuge bei der Delitzscher Kleinbahn AG und der Kleinbahn Ellrich–Zorge in Betrieb gegangen. Zwei Jahre später folgten neben dem T 3 zwei weitere Fahrzeuge bei der Langensalzaer Kleinbahn AG und der Kleinbahn Wallwitz-Wettin.
Da in der Literatur keine technischen Daten über den T 3 vorhanden sind, wurden die von dem Großen Wettiner der Bahnstrecke Wallwitz–Wettin zur Grundlage gewählt. Einzelne Daten können demzufolge vom T 3 abweichen.

### VT 135 540
Der nach dem Krieg als VT 135 540 bezeichnete Wagen wurde nach 1950 hauptsächlich in der RBD Magdeburg geführt. Bis 1960 war der Triebwagen hier. Zum 1. Januar 1965 war das Fahrzeug in Luckau stationiert, und ab 1. Januar 1970 war Cottbus die letzte Einsatzstelle. Der Triebwagen wurde 1972 abgestellt und zwei Jahre später ausgemustert. Nach der Ausmusterung soll er noch als Messwagen mit unbekannter Nummer in Cottbus bis Ende der 1990er Jahre verwendet worden sein. Bis auf die drei Frontscheiben entspricht der Wagen den gefertigten Triebwagen von Lindner mit 5,8 m Achsstand. 2014 konnte das Fahrzeug noch bei der Fahrzeugtechnik Dessau gesichtet werden. Seit 2018 steht das Fahrzeug im nunmehr sehr schlechtem Zustand im Triebwagenmuseum Dessau.

## Konstruktive Merkmale
Der Triebwagen gehörte zu einer Serie von Triebwagen für provinzialsächsische Kleinbahnen, von denen die Waggon- und Maschinenbau Görlitz in Görlitz schon 1933 die Konstruktion erstellt hatte. Daraufhin wurden von der WUMAG, Waggonbau Dessau und Lindner mehrere Fahrzeuge für diese Kleinbahnen hergestellt.
Das Untergestell und das Kastengerippe, das außen mit 1,5 mm starkem Blech verkleidet war, bestanden aus elektrisch verschweißten Baustahlprofilen. Konstruiert waren die Fahrzeuge als Solofahrzeuge. Deshalb hatten sie anfangs keine Zug- und Stoßeinrichtung. Für den Beiwagenbetrieb wurden sie später mit leichter Zug- und Stoßeinrichtung versehen. Als Bremseinrichtung besaß er eine einlösige Bremse der Bauart Knorr, die für einen Beiwagenbetrieb vorgesehen war. Gebremst wurden die Achsen nur einseitig. Gesandet wurde die Antriebsachse mit Druckluft. Die Inneneinrichtung unterteilte sich in das Fahrgastabteil und die beiden Führerstände. Sie waren durch Trennwände und Drehtüren voneinander getrennt. Der Fußboden bestand aus Kiefernholz, das mit Linoleum belegt war. Über Klappen im Fußboden konnte die Maschinenanlage gewartet werden. Das Fahrzeug verfügte über 35 gepolsterte Sitzplätze mit Armlehnen, zur damaligen Zeit eine Verbesserung des Reisekomforts. Im Gegensatz zu den Fahrzeugen der Kleinen Wettiner hatte das Fahrzeug eine Toilette.
Angetrieben wurde das Fahrzeug von dem Sechszylinder-Viertakt-Dieselmotor OM 54 von Mercedes-Benz. In den 1950er Jahren wurden die verschlissenen Originalmotoren durch den Motor EM 6-20 vom Motorenwerk Schönebeck ersetzt. Die Kraftübertragung erfolgte über das Mylius-Getriebe und ein Achswendegetriebe, das mit einer Drehmomentenstütze versehen war. Beheizt war das Fahrzeug über eine Warmwasserheizung, die so ausgelegt war, dass das Innere des Wagens bei −20 °C Außentemperatur auf +20 °C beheizt werden konnte.